# Bricomanía
Bricomanía fue un programa de televisión español dedicado al bricolaje y a la jardinería. También daba nombre a su propia revista, página web y a diversos libros.

## Historia
Bricomanía, creado y dirigido por Íñigo Urreaga y presentado por Kristian Pielhoff y María José Lavía, estaba producido por Bainet Media. El programa empezó a emitirse el 23 de julio de 1994 por La 2 con una periodicidad semanal, trasladándose a Telecinco el 2 de marzo de 1997, regresando a La 2, de nuevo, el 27 de mayo de 2000y a Telecinco el 16 de enero de 2005.
Posteriormente, el 2 de octubre de 2010 empezó a emitirse de forma semanal los sábados en Antena 3. Debido a los bajos datos de audiencia cosechados en Antena 3, desde el 17 de septiembre de 2011 se emite los domingos en Nova. En dicho canal, el programa cumplió sus 1000 emisiones, que tuvieron lugar el 21 de julio de 2019.
En sus últimos años, primero se emitía en el canal de pago Hogar Útil / Hogarmanía y luego se emitía en Atresmedia. Asimismo, solían emitir también reposiciones. También se emitió fuera de España a través de Antena 3 Internacional.
Finalmente, en octubre de 2020, Nova anunció la finalización de su emisión, así como la del programa Decogarden, a raíz de recortes presupuestarios motivados por la crisis sanitaria derivada del COVID-19. El último programa fue emitido el 9 de agosto de 2020.
El programa tiene una nueva vida en su canal de YouTube, donde siguen subiendo trucos para el bricolaje familiar en vídeos cortos.